# Đặng Siêu
Đặng Siêu (sinh ngày 8 tháng 2 năm 1979) là một nam diễn viên, đạo diễn và nhà sản xuất phim người Trung Quốc, tốt nghiệp khoa diễn xuất Học viện Hý kịch Trung ương khóa 1998. Sau khi tốt nghiệp công tác tại Nhà hát kịch quốc gia Trung Quốc. Năm 2011, Đặng Siêu được bổ nhiệm làm phó chủ tịch Ủy ban công tác diễn viên, hiệp hội nghệ thuật gia truyền hình Trung Quốc. Năm 2013, anh thành lập công ty truyền thông hình ảnh Chanh Tử, tham gia lĩnh vực đạo diễn và sản xuất phim. Năm 2016, tổng doanh thu phòng vé các bộ phim Đặng Siêu tham gia đạt 10 tỉ NDT, trở thành diễn viên đại lục đầu tiên đạt đến con số này.

## Cuộc sống cá nhân
Đặng Siêu sinh ra trong một gia đình tái hôn, nguyên quán tại Nam Xương, tỉnh Giang Tây. Cha là thư ký bảo tàng, mẹ là cán bộ nhà máy. Mẹ mang theo chị cả, cha mang theo anh cả và chị hai, sau đó họ kết hôn và sinh ra Đặng Siêu. Thuở nhỏ anh rất ham chơi lêu lổng, thường xuyên bị trách phạt vì nghịch ngợm và đánh nhau, có lần giận dỗi mà bỏ nhà ra đi, sau khi trở về đã nhận ra nỗi khổ cực và tình yêu thương của cha mẹ, liền biết sửa đổi trở thành đứa con ngoan hiếu thảo. Thời còn học tại Học viện Hý Kịch Trung ương, anh đã bộc lộ tài năng diễn xuất thiên bẩm của mình, được rất nhiều bạn học hâm mộ và đặt cho biệt danh là "Kịch Phong Tử".
Năm 2003 - 2005, Cha Đặng Siêu và chị cả liên tiếp bị bệnh, chi phí thuốc men tăng cao, gia đình Đặng Siêu lâm vào giai đoạn khó khăn. Đầu năm 2011, Cha Đặng Siêu qua đời, vì quá đau buồn nên trong một đêm tóc anh trở nên bạc trắng. Từ đó Đặng Siêu thường xuất hiện trên truyền hình với bộ tóc lấm tấm già trước tuổi, phải nhuộm lại rất nhiều lần. Sau khi cha mất, anh càng thêm yêu thương hiếu thuận với mẹ, ngoại trừ thời gian dành cho công việc, anh dành nhiều thời gian để chăm sóc, bầu bạn cùng mẹ.
Vợ Đặng Siêu là nữ diễn viên Tôn Lệ, hai người quen nhau khi đóng chung bộ phim truyền hình "Hạnh phúc như hoa", cuối năm 2005 khi bắt đầu tuyên truyền bộ phim cũng là lúc họ bắt đầu giai đoạn tìm hiểu và yêu nhau. Ngày 8/2/2010 (sinh nhật Đặng Siêu), họ đăng ký kết hôn. Ngày 7/6/2011, họ tổ chức hôn lễ tại Thượng Hải. Từ tháng 4/2011 đến tháng 2/2012, Đặng Siêu nghỉ 10 tháng, tạm dừng tất cả các dự án để chăm sóc vợ đang mang thai. Đặng Siêu có một con trai một con gái, con trai lớn Đặng Hàm Chi (tên thường gọi Đẳng Đẳng, sinh ngày 12/11/2011), con gái Đặng Hàm Nhất (tên thường gọi Tiểu Hoa, sinh ngày 3/5/2014).
Đặng Siêu thích chơi bóng rổ. Anh và bạn bè thân thiết thành lập một đội bóng rổ tên gọi "Kịch nhân đội", thỉnh thoảng sẽ đi ra ngoài thi đấu. Ngoại trừ thời gian đóng phim, anh thường cùng bạn bè trong đội bóng trao đổi kĩ năng chơi bóng.

## Sự nghiệp & Thành tích

### Diễn xuất
- 1995 - 1998, Đặng Siêu theo học tại trường Cao đẳng nghề nghệ thuật tỉnh Giang Tây, lớp trình diễn kịch nói
- 1998 - 2002, Đặng Siêu theo học tại Học viện Hý kịch Trung ương, chuyên ngành diễn xuất
- 2000, Đặng Siêu lần đầu tham gia lĩnh vực truyền hình với vai phụ trong bộ phim "Phía dưới cát vàng là đất tốt"
- 2001, vở kịch tốt nghiệp "Thúy hoa thượng toan thái" tạo ra một làn sóng trong lĩnh vực kịch nói
- 2002, nhờ vai chính trong phim truyền hình "Thiếu niên thiên tử", Đặng Siêu bắt đầu gây dựng tiếng tăm, diễn xuất cũng được đánh giá cao. Cùng năm, Đặng Siêu tốt nghiệp học viện hý kịch trung ương, trở thành diễn viên Nhà hát kịch quốc gia, từ đó định cư tại Bắc Kinh.
- 2005, Đặng Siêu tham gia phim truyền hình "Hạnh phúc tựa như hoa" [1], tên tuổi dần phổ biến, nhờ đó tiến vào tầng lớp diễn viên truyền hình, đồng thời cũng là nơi đánh dấu lần gặp gỡ giữa anh và bà xã - diễn viên Tôn Lệ
- 2006, Đặng Siêu diễn xuất trong phim điện ảnh "Hiệu lệnh tập kết", nhờ đó giành được giải nam diễn viên phụ xuất sắc nhất tại LHP Bách Hoa lần thứ 29
- 2007, Đặng Siêu tham gia bộ phim điện ảnh "Suy đoán của Lý Mễ" [2], giành Giải diễn xuất của Học Hội Nghệ thuật Biểu diễn Điện ảnh Trung Quốc - Giải Kim Phụng Hoàng lần thứ 12
- 2008, thành công với vai chính Trương Vô Kỵ trong bộ phim kiếm hiệp "Ỷ Thiên Đồ Long Ký" của đạo diễn Trương Kỷ Trung
- 2009, Đặng Siêu tái diễn vở kịch "Thúy hoa thượng toan thái" trong tour diễn toàn quốc, tạo nên kì tích phòng vé
- 2010, Đặng Siêu tham gia bộ phim điện ảnh "Địch Nhân Kiệt: Thông thiên đế quốc" [3], năm 2010 được đề cử tại LHP quốc tế Venice lần thứ 67, năm 2011 được đề cử tại giải thưởng Điện ảnh Hồng Kông Kim Tượng lần thứ 30 [4], tiến vào tầng lớp diễn viên điện ảnh.
- 2011, Đóng vai chính trong phim điện ảnh "Họa bích" [5], Đặng Siêu lần đầu tiên gia nhập "Câu lạc bộ 100 triệu phòng vé"
- Tháng 12/2011, Đặng Siêu được trao giải thưởng "Thành tựu 10 năm" và "Nhân vật có cống hiến nổi bật trong lĩnh vực phim truyền hình", giải thưởng này càng khẳng định địa vị trong lĩnh vực nghệ thuật.
- 2011, Đặng Siêu đóng vai chính trong phim điện ảnh "Tứ đại danh bổ'' [6] trong nước thu về 200 triệu NDT, phim chiếu dưới định dạng 3D, Đặng Siêu trở thành thế hệ minh tinh phòng vé đại lục mới.
- Năm 2011, Đặng Siêu đảm nhiệm chức vị phó chủ tịch Ủy ban công tác diễn viên, hiệp hội nghệ thuật gia truyền hình Trung Quốc.
- 2012, Đặng Siêu tham gia một trong ba vai chính trong bộ phim điện ảnh "Đối tác Trung Quốc" của đạo diễn Trần Khả Tân, đóng vai Mạnh Hiểu Tuấn, Trong năm 2013, bộ phim thu về 530 triệu NDT, Đặng Siêu tiến vào tầng lớp lãnh đạo Trung Sinh.
- Tháng 4/2013, Đặng Siêu làm khách mời trong đêm chung kết chương trình "Tôi là ca sĩ" của đài truyền hình Hồ Nam, cùng nhóm Vũ Tuyền biểu diễn 2 ca khúc "Chạy trốn" và "Lạnh lùng triệt để", trợ giúp Vũ Tuyền giành chức quán quân.
- Tháng 6/2014, Đặng Siêu lần đầu làm đạo diễn và đầu tư sản xuất bộ phim điện ảnh hài "Cao thủ chia tay", bộ phim đạt 660 triệu NDT doanh thu nội địa, đứng đầu doanh thu phòng vé mùa hè, Đặng Siêu bước vào tầng lớp đạo diễn 600 triệu
- Tháng 10/2014, Đặng Siêu xác nhận tham gia show truyền hình mua bản quyền từ Hàn Quốc "Running man" mùa 1 (phiên bản Trung có tên "Running Brothers"), giữ vai trò đội trưởng.
- 18/10/2014, Đặng Siêu tham gia bộ phim "Mỹ nhân ngư" của đạo diễn Châu Tinh Trì, đóng vai nam chính. "Mỹ nhân ngư" là phim nhựa, vốn đầu tư 300 triệu NDT.
- Tháng 4/2015, Đặng Siêu dẫn dắt đoàn Anh Em "Running Brothers" mùa 2, rating trung bình của chương trình đạt 4.77%, thiết lập nhiều kỉ lục truyền hình mới (trong đó crating cao nhất đạt trên 5%), trở thành chương trình phi thường của đài Chiết Giang, Đặng Siêu gia nhập lớp thần tượng quốc dân.
- Tháng 5/2015, Đặng Siêu xếp thứ 8 trong danh sách nghệ sĩ được giới truyền thông quan tâm nhất của Forbes
- Ngày 6/7/2015, Weibo của Đặng Siêu mở tròn một năm với 30 triệu người theo dõi.
- Nửa cuối năm 2015, Đặng Siêu tham gia vai khách mời cho 2 bộ phim điện ảnh "Tiên bính hiệp", "Bách đoàn đại chiến, đóng chính trong "Liệt nhật chước tâm" và "Thiên sứ xấu xa"
- Tháng 8/2015, phim điện ảnh "Liệt nhật chước tâm" công chiếu, thu về 300 triệu NDT, con số kỉ lục với dòng phim hình sự Trung Quốc
- 1/10/2015, Đặng Siêu được đề cử ảnh đế tại LHP Kim Mã lần thứ 52
- Tháng 10/2015, Đặng Siêu xác nhận tham gia "Running Brothers" mùa 3, chương trình đạt rating cao nhất 5,284% (đó là tập có sự xuất hiện của bà xã (nữ diễn viên Tôn Lệ), tiếp tục là hiện tượng truyền hình của đài Chiết Giang.
- Tháng 12/2015, phim điện ảnh thứ 2 do Đặng Siêu đầu tư sản xuất và làm đạo diễn công chiếu, thu về 648 triệu NDT, Đặng Siêu đột phá lớp đạo diễn 1,3 tỉ
- Tháng 12/2015, Đặng Siêu với vai diễn Tiêu Tiểu Phong trong "Liệt nhật chước tâm" đạt ảnh đế tại LHP Thượng Hải Kim Tước lần thứ 18
- Tháng 12/2015, Madame Tussauds tiến hành thực hiện tượng sáp Đặng Siêu.17/7/2016, Tượng sáp Đặng Siêu hoàn thành và được đặt tại Vũ Hán và Bắc Kinh.
- 8/2/2016, phim nhựa "Mỹ nhân ngư" của đạo diễn Châu Tinh Trì do Đặng Siêu đóng chính chính thức công chiếu đúng ngày mùng 1 Tết âm lịch, thu về 3,39 tỉ NDT, trở thành bộ phim đạt doanh thu cao nhất trong lịch sử phim điện ảnh Trung Quốc trong khoảng thời gian đó (trước khi bị "Chiến Lang 2" vượt mặt vào năm 2017)
- Tháng 2/2016, tổng doanh thu phòng vé các bộ phim Đặng Siêu tham gia vượt 9,6 tỉ NDT (tổng 16 bộ)
- Tháng 4/2016, Đặng Siêu tiếp tục dẫn dắt chương trình "Running Brothers" mùa 4, giữ vững thành tích dẫn đầu trong các chương trình thực tế
- Tháng 4/2016, Đặng Siêu đóng vai chính Trần Mạt trong phim điện ảnh "Ngang qua thế giới của em", công chiếu vào ngày 29/9/2016
- Tháng 6/2016, Đặng Siêu dành danh hiệu "Diễn viên có sức lôi cuốn nhất màn ảnh"
- 29/9/2016, phim điện ảnh "Ngang qua thế giới của em" công chiếu. Hạ rạp phim thu về 814 triệu NDT doanh thu nội địa, trở thành phim điện ảnh đề tài tình cảm có doanh thu cao nhất lịch sử TQ. Nâng tổng thực tích phòng vé của Đặng Siêu vượt mức 10 tỉ NDT, giúp anh trở thành diễn viên đại lục đầu tiên đạt đến con số này.
- Ngày 28/01/2017, phim điện ảnh "Đạp gió rẽ sóng" công chiếu, sau 26 ngày thu về 1 tỉ NDT, đồng thời là phim có điểm đánh giá cao nhất trong đợt tết Nguyên đán
- Ngày 18/03/2017, phim điện ảnh "Ảnh" do đạo diễn Trương Nghệ Mưu thực hiện chính thức khởi quay. Đặng Siêu và Tôn Lệ đóng vai chính, phim dự kiến ra rạp trong đợt quốc khánh năm 2018. Ngày 02/06, phim điện ảnh "Tâm lý tội phạm - Ánh sáng thành phố" tổ chức họp báo.
- Ngày 16/09/2017, được đề cử và giành giải Kim Kê lần thứ 31 "Nam diễn viên chính xuất sắc nhất" cho vai diễn trong "Liệt Nhật Chước Tâm".
- Năm 2018: Được đề cử danh hiệu "Nam diễn viên chính xuất sắc nhất"  LHP Kim Mã lần thứ 55 với vai diễn Tử Ngu/ Cảnh Châu trong phim Vô Ảnh.

### Kinh doanh
28/8/2013, Đặng Siêu với vốn đăng ký 3 triệu NDT (góp vốn, trong đó bao gồm Đặng Siêu, Du Bạch Mi, Quang Tuyến và các bên khác) thành lập Công ty truyền thông hình ảnh Chanh Tử, đảm nhận chức vị Chủ tịch. Từ đó tham gia sản xuất các bộ phim Cao thủ chia tay, Thiên sứ xấu xa, Ngang qua thế giới của em, Đạp gió rẽ sóng, Chiến lang 2, Tâm lý tội phạm - Ánh sáng thành phố, Bậc thầy tái hợp. Tháng 3 năm 2016, tập đoàn Tô Trữ (Suning Tesco) đầu tư vào Chanh Tử gần 100 triệu NDT.
Tháng 9 năm 2015, Đặng Siêu gia nhập tập đoàn điện tử Sichuan Changhong, đảm nhận chức vị quản lý kinh doanh sản phẩm ChiQ, đồng tham gia thiết kế và phát triển sản phẩm.
2015, Đặng Siêu đầu tư 30 triệu NDT, trở thành một trong các cổ đông của Lạc Thị ảnh nghiệp (Le Vision Pictures).
26/6/2016, Đặng Siêu cùng Du Bạch Mi, Vương Kì, Trần Sướng thành lập sân khấu kịch "Siêu kịch trường" tại Bắc Kinh. 30/6, sân khấu kịch chính thức hoạt động.

## Danh sách phim & Hoạt động khác

### Phim truyền hình
| Năm  | Tựa đề                              | Vai                   | Hợp tác                                                    |
| ---- | ----------------------------------- | --------------------- | ---------------------------------------------------------- |
| 2000 | Phía dưới cát vàng là đất tốt       | Vương Hắc Nguyên      | Lâm Kha, Ôn Tranh Vanh                                     |
| 2002 | Hoan nhạc thanh xuân                | Lương Đại Vỹ          | Lưu Đào, Quan Lăng, Lý Dĩnh                                |
| 2002 | Ngày nghỉ Bắc Kinh                  | Lưu Tiểu Đông (cameo) | Lý Tương, Hà Cảnh, Trương Thế                              |
| 2002 | Thiếu niên thiên tử                 | vua Thuận Trị         | Hác Lôi, Hoắc Tư Yến, Dương Dung, Phan Hồng                |
| 2003 | Thiếu niên Khang Hy                 | Khang hy              | Phan Hồng, Diêu Thiên Vũ                                   |
| 2004 | Cuộc chiến nội gián                 | Triệu Chí Cường       | Đường Quốc Cường, Phan Hồng, Điền Hải Dung                 |
| 2004 | Thiên hạ đệ nhất                    | Vua Chính Đức         | Hoắc Kiến Hoa, Lưu Tùng Nhân, Quách Tấn An, Trương Vệ Kiện |
| 2004 | Minh mạt phong vân                  | vua Sùng Trinh        | Tưởng Lâm Tĩnh, Ngụy Tông Vạn                              |
| 2004 | Phong lưu tài tử phiên chuyển thiên | Khang Nam Hải         | Điền Hải Dung, Khương Phong, Vương Học Binh                |
| 2005 | Hạnh phúc như hoa                   | Bạch Dương            | Tôn Lệ, Tân Bách Thanh, Ân Đào                             |
| 2005 | Tuổi trẻ Bao Thanh Thiên III        | Bao Chửng             | Tần Lệ, Triệu Dương, Thích Tiểu Long                       |
| 2005 | Phố Tây lãng mạn                    | Hồ Đại Vỹ             | Đường Trị Bình                                             |
| 2006 | Như ánh sao rơi                     | Châu Kiến Bang        | Ân Đào, Trương Thần Qung                                   |
| 2006 | Người đàn bà không khóc             | Triệu Kiếm            | Điền Hải Dung, Giả Nãi Lượng, Thang Duy                    |
| 2006 | Ái liễu tán liễu                    | Trần Phong            | Ân Đào                                                     |
| 2007 | Mật ngọt (Ngọt Ngào)                | Lôi Lôi               | Tôn Lệ, Sa Dật, Lý Y Hiểu                                  |
| 2007 | Ái tình gian nan                    | Mạnh Hạo              | Xa Hiểu, Lưu Vân, Ấn Tiểu Thiên                            |
| 2008 | Nhân gian tình duyên                | Lê Tiểu Quân          | Phạm Băng Băng, Lý Tiểu Nhiễm, Thang Yến                   |
| 2008 | Quân y                              | Ngũ Ca                | Trương Gia Dịch, Lý Tiểu Nhiễm, Mã Nhã Thư                 |
| 2009 | Ỷ Thiên Đồ Long Ký                  | Trương Vô Kỵ          | An Dĩ Hiên, Lưu Cạnh, Hà Trác Ngôn                         |
| 2010 | Chúng ta là anh em                  | Mã Học Quân           | Trương Gia Dịch, Đổng Khiết, Sử Khả                        |
| 2010 | Diên An ái tình                     | Bành Đăng Khoa        | Ân Đào, Lý Tiểu Xuyên, Tôn Lỗi                             |
| 2014 | 10 năm yêu em                       | Tiêu Nhiên            | Đổng Khiết, Cao Hổ, Vương Đại Trị                          |
| 2017 | Bậc thầy tái hợp (cameo, sản xuất)  | Mai Viễn Quý          | Giả Nãi Lượng, Vương Hiểu Thần, Đới Lạc Lạc                |

### Phim điện ảnh
| Năm  | Phim                                    | Vai Diễn                       | Doanh thu (triệu NDT)       | Hợp tác                                                                                       | Đạo diễn                       | Vai trò                                       |
| ---- | --------------------------------------- | ------------------------------ | --------------------------- | --------------------------------------------------------------------------------------------- | ------------------------------ | --------------------------------------------- |
| 2003 | Nhớ lại mối tình xưa                    | Lý Bất Tiếu                    |                             |                                                                                               | Lưu Nghi Vỹ                    |                                               |
| 2006 | Hiệu lệnh tập kết                       | Triệu Nhị Đẩu                  | 250, xếp thứ nhất toàn năm  | Trương Hàm Dư                                                                                 | Phùng Tiểu Cương               |                                               |
| 2006 | Ái Tình tả đặng hữu hành                | Viên Giai                      | Xếp thứ 13 toàn năm         | Lâm Gia Hân, Tô Hữu Bằng, Huỳnh Lỗi, Huỳnh Hiểu Minh                                          | Trương Kiến Nghiệp             |                                               |
| 2007 | Suy đoán của Lý Mễ                      | Phương Văn/ Mã Đằng            |                             | Châu Tấn                                                                                      | Tào Bảo Bình                   |                                               |
| 2009 | Đại nghiệp kiến quốc                    | Từ Bi Hồng                     | 420, xếp thứ nhất toàn năm  |                                                                                               | Hàn Tâm Bình                   | Khách mời                                     |
| 2009 | Địch Nhân Kiệt: Thông thiên đế quốc     | Bùi Đông Lai                   | 300, xếp thứ 2 toàn năm     | Lưu Đức Hoa, Lý Băng Băng, Lưu Gia Linh                                                       | Từ Khắc                        |                                               |
| 2011 | Họa bích                                | Chu Hiếu Liêm                  | 180, xếp thứ 10 toàn năm    | Tôn Lệ, Tăng Chí Vỹ, Trịnh Sảng, Liễu Nham                                                    | Trần Gia Thượng                |                                               |
| 2011 | Kiến đảng vĩ nghiệp                     | Trần Nghị                      | 410, xếp thứ 3 toàn năm     |                                                                                               | Hàn Tâm Bình                   | Khách mời                                     |
| 2011 | Bảo bối Paris                           | Mã Tiểu Thuận                  |                             | Jane March, Lưu Thần Hy                                                                       | Vương Thanh                    |                                               |
| 2012 | Tứ đại danh bổ I                        | Lãnh Huyết                     | 200, xếp thứ 7 toàn năm     | Lưu Diệc Phi, Hoàng Thu Sinh                                                                  | Trần Gia Thượng                |                                               |
| 2013 | Đối tác Trung Quốc                      | Mạnh Hiểu Tuấn                 | 530, xếp thứ 5 toàn năm     | Huỳnh Hiểu Minh, Đồng Đại Vi                                                                  | Trần Khả Tân                   |                                               |
| 2013 | Tứ đại danh bổ II                       | Lãnh Huyết                     | 170                         | Lưu Diệc Phi, Hoàng Thu Sinh, Liễu Nham                                                       | Trần Gia Thượng                |                                               |
| 2014 | Cao thủ chia tay                        | Mai Viễn Quý                   | 660, xếp thứ 4 toàn năm     | Dương Mịch                                                                                    |                                | Đạo diễn, nhà sản xuất                        |
| 2014 | Tứ đại danh bổ III                      | Lãnh Huyết                     | 190                         | Lưu Diệc Phi, Hoàng Thu Sinh, Tô Hữu Bằng                                                     | Trần Gia Thượng                |                                               |
| 2015 | Liệt nhật chước tâm                     | Tiêu Tiểu Phong                | 304                         | Đoạn Dịch Hồng, Quách Đào, Vương Lạc Đan                                                      | Tào Bảo Bình                   |                                               |
| 2015 | Tiên bính hiệp                          | Đặng Siêu (khách mời)          | 1155                        | Đổng Thành Bằng, Viên San San                                                                 |                                | Khách mời                                     |
| 2015 | Bách đoàn đại chiến                     | Trương Tự Trung (khách mời)    | 400                         | Đường Quốc Cường, Ấn Tiểu Thiên                                                               |                                | Khách mời                                     |
| 2015 | Thiên sứ xấu xa                         | Mạc Phi Lý                     | 640, xếp thứ 13 toàn năm    | Tôn Lệ                                                                                        |                                | Đạo diễn, nhà sản xuất                        |
| 2016 | Mỹ nhân ngư                             | Lưu Hiên                       | 3390, xếp thứ nhất toàn năm | Lâm Duẫn, La Chí Tường                                                                        | Châu Tinh Trì                  |                                               |
| 2016 | Ngang qua thế giới của em               | Trần Mạt                       | 814 (xếp thứ 8 toàn năm)    | Bạch Bách Hà, Dương Dương, Trương Thiên Ái                                                    | Trương Nhất Bạch               | Tham gia sản xuất                             |
| 2016 | Tình thánh                              | Lão Nhị (khách mời)            |                             | Tiếu Ương, Diêm Ny, Tiểu Thẩm Dương, Kiều Sam                                                 | Tống Hiểu Phi                  | Khách mời                                     |
| 2017 | Đạp gió rẽ sóng                         | Từ Thái Lãng                   | 1049                        | Bành Vu Yến, Triệu Lệ Dĩnh, Lý Vinh Hạo, Đổng Tử Kiện                                         | Hàn Hàn                        |                                               |
| 2017 | Tâm lý tội phạm - Ánh sáng thành phố    | Phương Mộc                     |                             | Nguyễn Kinh Thiên, Lưu Thi Thi, Lâm Gia Hân (khách mời đặc biệt), Lôi Mễ (khách mời bằng hữu) | Từ Kỉ Châu                     |                                               |
| 2018 | Vô Ảnh                                  | Tử Ngu/Cảnh Châu               |                             | Tôn Lệ, Trịnh Khải, Vương Thiên Nguyên, Hồ Quân, Quan Hiểu Đồng...                            | Trương Nghệ Mưu                |                                               |
| 2019 | Lớp Bổ Túc Dải Ngân Hà                  | Mã Hạo Văn                     |                             | Ngô Kinh, Nguỵ Tôn, Nhậm Tố Tịch, Vương Tây, Bạch Vũ, Lương Siêu...                           | Đặng Siêu, Du Bạch Mi          |                                               |
| 2020 | Đường về nhà (Tôi và quê hương của tôi) | Kiều Thụ Lâm                   | 2825                        | Diêm Ni, Vương Tử Văn, Vương Nguyên, Tôn Lệ, Ngô Kinh, Nhạc Vân Bằng, Gia Linh,...            | Đặng Siêu, Du Bạch Mi          | Đạo diễn, diễn viên chính, tham gia sản xuất. |
| 2020 | Sông Kim Cang                           | Cao Phúc Lai                   |                             | Ngô Kinh, Trương Dịch, Lý Cửu Tiêu, Ngụy Sâm, Quách Tư Minh,...                               | Quan Hổ, Quách Phàm, Lộ Dương. | Khách mời                                     |
| 2022 | Bạn là ánh sáng của tôi                 | Chồng của Bành Bành (nữ chính) |                             | Viên Văn Khang, Vương Tây, Tùy Viên, Viên Khả Như,...                                         | Vương Cường                    | Khách mời                                     |

### Chương trình truyền hình
- 2014: Running brothers
- 2015: Running brothers mùa 2
- 2015: Running brothers mùa 3
- 2016: Running brothers mùa 4
- 2017: Running brothers mùa 5
- 2018: Running brothers mùa 6
- 2020: Ha ha ha ha ha mùa 1
- 2021 Ha ha ha ha ha mùa 2
- 2021: Sáng tạo doanh 2021 (Chuang 2021)
- 2023: Ha ha ha ha ha mùa 3

### Sách
Sách ảnh "Siêu và Siêu Nhân" (01/2010)

### Kịch nói
| Năm  | Tác phẩm                                        | Vai diễn     | Đạo diễn                        | Ghi chú              |
| ---- | ----------------------------------------------- | ------------ | ------------------------------- | -------------------- |
| 2000 | Thiết cách ngõa lạp                             | Thanh niên   | Hoàng Kỉ Tô/ Trương Quảng Thiên |                      |
| 2001 | Âm bản                                          | Mã Tiểu Lục  | Chu Văn Hoành                   |                      |
| 2001 | Đại thần Bố Lãng                                | Bố Lãng      | Điền Hữu Lượng                  |                      |
| 2001 | Bá vương biệt cơ                                | Trình Điệp Y | Đặng Siêu                       |                      |
| 2001 | Sinh tử trường                                  | Triệu Tam    | Đặng Siêu                       |                      |
| 2001 | Thúy hoa thượng toan thái                       | Cửu Nhân     | Điền Hữu Lượng                  |                      |
| 2002 | Câu lạc bộ túc cầu                              | Đan Ni       | Nhậm Minh                       |                      |
| 2003 | Gọi anh một tiếng Anh trai, anh sẽ rơi nước mắt | Tiểu Tôn     | Tào Kì Kính                     |                      |
| 2009 | Thúy hoa thượng toan thái - 8 năm kinh điển     | Cửu Nhân     | Trần Sướng                      | Nhà sản xuất         |
| 2011 | Nặc á phương chu bảng giá án                    | Khách mời    | Trần Sướng                      | Nhà sản xuất, cố vấn |
| 2012 | Thiên sứ xấu xa                                 | Khách mời    | Trần Sướng                      | Nhà sản xuất         |
| 2013 | Cao thủ chia tay                                |              | Trần Sướng                      | Nhà sản xuất         |
| 2016 | Phân vãn đại sư                                 |              | Trần Sướng                      | Nhà sản xuất         |

### Lồng tiếng
| Năm  | Tiết mục                              | Thể loại         | Vai                                            |
| ---- | ------------------------------------- | ---------------- | ---------------------------------------------- |
| 2004 | Yên hoa tam nguyệt                    | Phim truyền hình | Nạp Lan Dung Nhược (vai diễn của Trần Hạo Dân) |
| 2006 | Tùng lâm đại phản công                | Phim hoạt hình   | Mị Lộc Ái Lao                                  |
| 2011 | Lão phu tử chi tiểu thủy hổ truyền kì | Phim hoạt hình   | Lão phu tử                                     |
| 2014 | Kẻ cắp mặt trăng 2                    | Phim hoạt hình   | Cách Lỗ                                        |

### Âm nhạc
| Ca khúc                     | Thời gian phát hành | Sử dụng                                            | Ghi chú                                     |
| --------------------------- | ------------------- | -------------------------------------------------- | ------------------------------------------- |
| Bài ca Đạp gió rẽ sóng      | 31/1/2017           | Nhạc phim "Đạp gió rẽ sóng"                        | Hàn Hàn, Đổng Tử Kiện, Cao Hoa Dương hợp âm |
| Bản tình ca Radio           | 27/9/2016           | Nhạc tuyên truyền phim "Ngang qua thế giới của em" |                                             |
| Vô địch                     | 8/1/2016            | Nhạc phim "Mỹ nhân ngư"                            | Châu Tinh Trì soạn lời                      |
| Nhân gian hữu tình          | 20/12/1015          | Nhạc phim "Thiên sứ xấu xa"                        |                                             |
| Tự mẫu ca                   | 3/12/2015           | Nhạc tuyên truyền phim "Thiên sứ xấu xa"           |                                             |
| Nương nương anh sai rồi     | 16/10/2015          | Nhạc phim "Thiên sứ xấu xa"                        |                                             |
| Bài ca của tiểu Vỹ Ba       | 23/8/2015           | Nhạc phim "Liệt nhật chước tâm"                    | thu âm cùng diễn viên nhí Tiểu Trác Trác    |
| Khúc hát ru                 | 26/11/2014          | Ca khúc chủ đề vở kịch "Phân vãn đại sư"           |                                             |
| Anh hùng siêu cấp           | 7/10/2014           | Ca khúc chủ đề show "Running Brothers"             |                                             |
| Sweet chocolate             | 2/7/2014            | Nhạc phim "Cao thủ chia tay                        |                                             |
| Tiếng vọng trong sơn cốc    | 17/6/2014           | Nhạc tuyên truyền phim "Cao thủ chia tay"          | tam ca cùng nhóm Vũ Tuyền                   |
| Hello world                 | 10/6/2014           | Nhạc phim "Cao thủ chia tay"                       |                                             |
| Câu chuyện thời gian        | 2013                | Nhạc phim "Đối tác Trung Quốc"                     | Thu âm cùng Huỳnh Hiểu Minh, Đồng Đại Vi    |
| Châm ngôn tình yêu          | 2013                | Nhạc phim "Mười năm yêu em"                        |                                             |
| Mộng bất tử                 | 2012                | Nhạc phim "Tứ đại danh bổ"                         | Đồng ca                                     |
| Họa bích                    | 2011                | Nhạc phim "Họa bích"                               | Song ca cùng Tôn Lệ                         |
| Hiên Viên truyền kì         | 2011                | Nhạc game "Hiên Viên truyền kì                     |                                             |
| Lời hứa                     | 2010                | Nhạc phim "Chúng ta là anh em"                     |                                             |
| Hải thượng sinh minh nguyệt | 2010                | Ca khúc chủ đề "Triển lãm thế giới Thượng Hải"     |                                             |
| Nở rộ                       | 2009                | Ca khúc chủ đề "LHP Kim Kê Bách Hoa lần thứ 18     |                                             |
| Hoa hạ anh hùng             | 2009                | Nhạc phim "Ỷ thiên đồ long ký"                     |                                             |
| Bạn cùng bàn                | 2008                | Nhạc phim "Ái tình hô khiếu chuyển di 2"           |                                             |
| Hôm nay liền lớn lên        | 2008                | Ca khúc chủ đề dự án "Cố lên - 2008"               |                                             |
| Huynh đệ                    | 2007                | Nhạc phim "Hiệu lệnh tập kết"                      |                                             |
| Ánh trăng nói hộ lòng tôi   | 2006                | Nhạc phim "Mật ngọt"                               | Song ca cùng Tôn Lệ                         |
| Chỉ cần có em               | 2005                | Nhạc phim "Thời niên thiếu của Bao Thanh Thiên 3"  | Song ca cùng Kỉ Mẫn Giai                    |
| Vĩnh tương biệt             | 2002                | Nhạc phim "Thiếu niên thiên tử"                    |                                             |

### Quảng cáo
Adidas
Sữa chua Mông Ngưu Thuần Chân
Dầu gội 100 năm
Rio Cocktail
Dịch vụ bán vé trực tuyến Crip
Ô tô Volkswagen Thượng Hải - mẫu xe mới Touran
Chuỗi bán lẻ Suning Tesco
Bếp tích hợp Seng
Game Truyền kì tranh bá
Pepsi
TV ChangHong
Tã quần HUGGIES
China Telecom
Thương hiệu Ý "Ái Nhĩ Ni"
Giày Spider King
Đại diện hình ảnh LHP Kim Kê Bách Hoa lần thứ 18
Đại diện hình ảnh LHP Kim Kê Bách hoa lần thứ 23
Đại diện hình ảnh quỹ "Girl in Sunshine"

## Giải thưởng
- 01/2007: "Diễn viên có nhân khí" và "Cặp đôi nghệ sĩ được yêu thích" cùng với Tôn Lệ trong Bảng danh sách những người nổi tiếng 2006.
- 04/2007: "Nam diễn viên thần tượng của năm", "Nam diễn viên khí chất" và "Nam diễn viên có phong cách của năm" với vai Bạch Dương ("Hạnh phúc như hoa") trong Lễ trao giải Phim truyền hình Trung Quốc (Trung Quốc Kịch Phong Thượng Thịnh Điển). Đồng thời, "Mật ngọt" giành giải Phim truyền hình phong thượng tiềm lực của năm.
- 06/2007: "Nam diễn viên nội địa được yêu thích nhất" tại Lễ trao giải Phong Vân lần thứ 3 dành cho phim truyền hình.
- 11/2007: "Nam diễn viên truyền hình có phong cách nhất" tại MTV Super Festival.
- 12/2007: "Nam diễn viên đột phá nhất" tại Lễ trao giải 2007 Tinh Quang Đại Điển.
- 12/2007: "Nam diễn viên nội địa được yêu thích nhất" trong Danh sách những người nổi tiếng BQ 2007.
- 01/2008: "Nam diễn viên được yêu thích nhất" tại LHP Truyền hình và Điện ảnh 2007.
- 03/2008: "Nghệ sĩ Điện ảnh mới của năm" trong Festival Giải trí Bắc Kinh 2008.
- 04/2008: "Nam nghệ sĩ được giới truyền thông quan tâm nhất" do Forbes công bố
- 04/2008: "Nam diễn viên xuất sắc nhất" với vai Lôi Lôi trong phim Mật ngọt và "Cặp đôi được yêu thích nhất" (cùng Tôn Lệ) tại giải thưởng quý I/2008 của Sina. Mật ngọt dành giải "Phim truyền hình nhân khí nhất của năm".
- 07/2008: "Nam diễn viên xuất sắc nhất" với vai Mạnh Hạo trong "Ái tình gian nan" tại giải thưởng quý II/2008 của Sina. "Ái tình gian nan" dành giải "Phim truyền hình xuất sắc nhất".
- 09/2008: "Nam diễn viên phụ xuất sắc nhất" tại LHP Bách Hoa Kim Kê lần thứ 17 với vai diễn trong "Hiệu lệnh tập kết".
- 04/2009: "Nam diễn viên điện ảnh được yêu thích nhất" với 2 vai diễn trong "Suy đoán của Lý Mễ" tại Lễ trao giải Bắc Kinh Ảnh Thị lần thứ 2.
- 08/ 2009: Giải diễn xuất của Học Hội Nghệ thuật Biểu diễn Điện ảnh Trung Quốc - Giải Kim Phụng Hoàng lần thứ 12.
- 01/2010: "Nam diễn viên đột phá của năm" tại Lễ trao giải "China's Influence 2009 - Fashion Festival" do Đài TH Bắc Kinh tổ chức.
- 01/2010: "Nhân vật thúc đẩy hoạt động công ích" tại Sina 2009 Network Festival với vai trò đại diện quỹ từ thiện "Girls in sunshine".
- 2011 - 2015: bổ sung
- 2016: "Nam diễn viên chính xuất sắc nhất" tại LHP Thượng Hải lần thứ 18 với vai diễn trong "Liệt nhật chước tâm"
- 2017: Với vai diễn trong phim Liệt Nhật Chước Tâm, Đặng Siêu đã lên ngôi Ảnh đế Kim Kê lần thứ 31. Đây cũng là lần đầu tiên Đặng Siêu đạt được danh hiệu này tại LHP Kim Kê

## Tranh cãi
15/6/2015, Đặng Siêu bị một số kẻ trên mạng tố ngoại tình, trở thành tâm điểm của dư luận. Trả lời phỏng vấn, Đặng Siêu cho biết anh không thỏa hiệp với những thị phi ảnh hưởng đến cuộc sống gia đình, 27/6/2015, Đặng Siêu gửi đơn kiện lên tòa án, tòa án chính thức thụ lý vụ án
3/8/2015, Đặng Siêu đệ trình lên toà án văn bản sửa đổi, yêu cầu 3 bị cáo dừng hành vi xâm phạm, xin lỗi công khai, bồi thường 50 vạn NDT thiệt hại kinh tế, 20 vạn NDT thiệt hại tinh thần
30/12/2015, tòa án Triều Dương Bắc Kinh mở phiên tòa thẩm tra xử lý. Ba bị cáo và luật sư đều không có mặt. Vì không đủ thành phần cho một phiên xử nên quá trình tố tụng kết thúc sớm, chờ ngày khác làm việc
30/3/2016, bản án sơ thẩm đầu tiên được công bố. Ba bị cáo gửi lời xin lỗi, đồng thời bồi thường lần lượt 40.000 NDT, 30.000 NDT, 30.000NDT

## Đánh giá nhân vật
1. Phùng Tiểu Cương (Đạo diễn)
Khi được hỏi tại sao lại chọn diễn viên trẻ Đặng Siêu vào vai Erdou trong "Tập Kết Hiệu", đạo diễn Phùng Tiểu Cương cho biết: "Tôi đã xem "Hạnh phúc như hoa", cảm thấy Đặng Siêu có đài từ tốt, có khả năng diễn xuất nên đã chọn cậu ấy. Dù nhiều ý kiến cho rằng Đặng Siêu quá hiện đại để vào vai người lính nhưng cá nhân tôi thấy không thể nói như vậy. Trong "Taegukgi", cả Jang Dong Gun và Won Bin đều rất đẹp trai, không có vẻ phong trần của người lính nhưng họ đều đã diễn xuất rất tốt. Tôi tin là hình ảnh người lính mà Đặng Siêu thể hiện sẽ chinh phục được rất nhiều cô gái chứ không chỉ mình Tôn Lệ".
2. Lưu Hằng (Chủ tịch Hiệp Hội Tác Gia Bắc Kinh, Phó chủ tịch Hiệp Hội Tác Gia Trung Quốc - Tổng đạo diễn, Biên kịch "Thiếu niên Thiên Tử" - Biên kịch "Assembly")
"Ban đầu tôi cũng lo lắng không biết người mới như Đặng Siêu liệu có thể diễn tốt một Phúc Lâm tính cách phức tạp hay không, nhưng trong rất nhiều tình tiết, diễn xuất của cậu ấy vô cùng tinh tế, ấn tượng, có sức thuyết phục. Thật sự khó mà tưởng tượng được Đặng Siêu mới chỉ hơn 20 tuổi, là một sinh viên trẻ vừa tốt nghiệp đại học. Nếu có thể kiểm soát và cân bằng khả năng diễn xuất của bản thân hơn nữa, tôi tin rằng cậu ấy sẽ trở thành một diễn viên lớn !"
3. Cao Hy Hy (Đạo diễn)
Tại Lễ trao giải Phim truyền hình Trung Quốc T4/2007 (Trung Quốc Kịch Phong Thượng Thịnh Điển), khi Đặng Siêu cùng lúc đoạt 3 giải thưởng quan trọng nhất, trong đó có giải "Nam diễn viên thần tượng của năm", đạo diễn Cao cười nói: "Tôi vẫn nhận thấy Đặng Siêu đủ đẹp trai để là diễn viên thần tượng, nhưng thật sự diễn xuất của cậu ấy quá tốt, nên vẫn luôn cho rằng cậu ấy thuộc trường phái thực lực. Thật ra, có thể nói Đặng Siêu là một diễn viên thuộc cả hai phái thần tượng và thực lực."
4. Tào Bảo Bình (Đạo diễn)
"Trong số các diễn viên cùng lứa tuổi hiện nay, Đặng Siêu là một người rất có mị lực, tôi cho rằng cậu ấy là diễn viên thuộc trường phái thực lực."
5. Lưu Huệ Ninh (Đạo diễn)
Sau "Nhân gian tình duyên", "Quân y" là lần thứ 2 Đặng Siêu hợp tác với đạo diễn Lưu Huệ Ninh. Khi tiếp nhận phỏng vấn, đạo diễn Lưu cho biết nguyên do ông lựa chọn Đặng Siêu là vì xem trọng khả năng, thực lực và tiền đồ của anh. Từ "Tập kết hiệu", "Mật ngọt" đến "Ái tình gian nan", không có gì phải nghi ngờ khi nói sức phát triển của Đặng Siêu là nhanh nhất trong số các tiểu sinh hàng đầu nội địa. Trong buổi phỏng vấn, đạo diễn Lưu khen ngợi Đặng Siêu diễn xuất tốt, con người cũng tốt, khen nhiều đến mức Đặng Siêu xấu hổ mặt đỏ bừng.
6. Vu Chính (Đạo diễn, biên kịch)
- 01/2006: "Nếu nói đến tiểu sinh nội địa mà tôi xem trọng, đương nhiên đầu tiên phải nhắc tới Đặng Siêu. Chàng trai dung mạo không hẳn là "kinh nhân" này dựa vào diễn xuất tinh trạm, chỉ với một bộ phim "Thiếu niên Thiên Tử" trở nên nổi tiếng toàn quốc, thật sự rất đáng trân trọng. Trong số các diễn viên thời nay, rất nhiều người "bốc đồng", có thể hết mình với diễn xuất, từng bước tiến bộ như cậu ấy, nói thật lòng quả đúng là lần đầu tiên tôi gặp.
Thật ra có duyên phận với Đặng Siêu từ rất lâu rồi, không nhắc tới chuyện tôi thích "Thiếu niên Thiên Tử", chỉ với công lực đài từ trong "Yên Hoa Tam Nguyệt" (Đặng Siêu lồng tiếng vai của Trần Hạo Dân) cũng đã đủ khiến tôi hướng sự chú ý vào cậu ấy. Vì thế, khi chọn diễn viên cho "Đại Thanh hậu cung", ngoài Hạo Dân ra, tôi chỉ nghĩ tới Đặng Siêu. Dưới sự sắp xếp của phó đạo diễn, tôi có gặp cậu ấy một lần, hôm đó Đặng Siêu vô cùng mệt mỏi, có lẽ vì quay phim mấy ngày không được nghỉ ngơi, nên cuộc nói chuyện cũng không được như ý. Nhưng tôi vẫn thấy được vẻ mị lực toát ra từ những vai diễn của Đặng Siêu, diễn viên không phải chỉ đẹp trai là được, mà cần nhất là tố chất. Không chỉ cần nỗ lực bồi dưỡng từng ngày, ánh mắt tự nhiên thể hiện ra cũng rất quan trọng. Tôi nhìn vào mắt Đặng Siêu, dù là lúc đang mệt mỏi, cũng vẫn tỏa ra ánh sáng sắc sảo, như thiêu như đốt.
Sau đó khi xem "Hạnh phúc như hoa", tôi lại càng bội phục một điểm, trước diễn xuất xuất sắc của Đặng Siêu, nam diễn viên chính Tân Bách Thanh dường như chìm hẳn, hoàn toàn không thể hiện được mị lực của một diễn viên phái thực lực. Đây chính là nguyên nhân vì sao tôi lại yêu thích Đặng Siêu."
- 12/2009: "Tiếp xúc với Đặng Siêu không nhiều, nhưng tôi rất thích cậu ấy. Hiện giờ đã là tiểu sinh hàng đầu nội địa, nhưng vẫn tình nguyện bỏ ra thời gian không nhỏ chỉ để diễn một vở kịch nói, quả thật rất hiếm có. Hơn thế nữa, vở kịch này còn hay đến vậy, khiến tôi cũng nảy sinh ý muốn viết họa kịch rồi !"
7. Thạch Chung Sơn (Tác gia - Tác giả tiểu thuyết "Hạnh phúc như hoa")
"Đặng Siêu là một diễn viên rất thông minh, hơn nữa còn vô cùng kính nghiệp. Có thể nói trong "Hạnh phúc như hoa", cậu ấy đã nắm bắt và thể hiện nhân vật rất tốt, rất có sức cuốn hút. Hơn nữa trong cuộc sống lại là một người yêu ghét rõ ràng, vui tính và vô cùng thú vị."
8. Phan Hồng
Trong buổi tuyên truyền "Thiếu niên Khang Hy" tại quảng trường Ngô Sơn, diễn viên Phan Hồng liên tục khen ngợi hai vai diễn Thuận Trị và Khang Hy của Đặng Siêu không ngừng. Khi phóng viên truy hỏi quan hệ giữa hai người, Phan Hồng không hề giấu giếm cho biết, Đặng Siêu là người xuất sắc nhất trong số những diễn viên trẻ từng hợp tác với cô những năm qua, sau này chỉ cần trong phim có Đặng Siêu diễn, Phan Hồng nhất định sẽ tham gia. Có phóng viên đưa ra ý kiến, đề nghị Phan Hồng nhận Đặng Siêu làm con nuôi, cô cười nói: "Tôi đã coi Đặng Siêu như con rồi. Khi quay "Thiếu niên Khang Hy", những khi không phải diễn tôi vẫn thích gọi cậu ấy là Phúc Lâm (tên thật của Thuận Trị), vì cảm thấy chúng tôi thật sự đã là người một nhà. Cho nên khi Phúc Lâm tự vẫn vì một người con gái, tôi thật sự cảm thấy bi thương tuyệt vọng. Theo kịch bản lúc đó, khi nhìn thấy thi thể của Phúc Lâm, tôi sẽ phẫn nộ không nói nên lời, đánh cậu ấy một cái. Nhưng đến khi diễn thật, tôi đã không nhẫn nổi mà nói: "Không phải con đã đồng ý sẽ "tống chung" cho ta sao, vì sao lại đi trước ta một bước?". Những lời đó là thật sự xuất phát từ đáy lòng tôi."
9. Châu Tấn
"Lần đầu tiên hợp tác với Đặng Siêu, tôi cảm thấy rất bất ngờ. Cậu ấy là một diễn viên tuyệt vời, tại trường quay luôn không ngừng suy nghĩ, tìm tòi, không bao giờ dừng lại, rất hiếm thấy trong số các diễn viên trẻ tuổi hiện nay."
"Đặng Siêu là một diễn viên tại trường quay luôn liên tục, liên tục suy nghĩ phải diễn như thế nào, bạn chắc chắn sẽ bị lòng nhiệt ái với diễn xuất của cậu ấy làm cho cảm động. Cậu ấy còn là một người rất tình cảm, chân thật và thoải mái. Tôi rất thích cảm giác đó ở Đặng Siêu, trầm định, đó không phải là ý muốn nhất định phải leo cao. Cậu ấy không phải là một người ham danh lợi."
10. Tôn Lệ
- Trong công việc: "Đặng Siêu là một diễn viên bẩm sinh, là thầy giáo về diễn xuất của tôi. Đạo diễn Cao nói anh ấy có tiến bộ rất lớn, khiến cho tôi càng cảm thấy áp lực. Tôi luôn muốn Đặng Siêu giảng giải cho tôi về diễn xuất, vì anh ấy xuất thân từ khoa biểu diễn, kinh nghiệm diễn xuất cũng phong phú hơn tôi nhiều. Ngoài ra, anh ấy rất hâm mộ Al Pacino, luôn cố gắng học hỏi đài từ, xem đi xem lại đĩa phim của ông ấy rồi đọc cho tôi nghe, vô cùng chăm chỉ."
- Trong cuộc sống: "Đặng Siêu là một người rất tốt, rất biết quan tâm chăm sóc mọi người.  Hơn nữa anh ấy còn rất quan tâm đến tâm trạng của tôi. Khi quay "Mật Ngọt", sức khỏe của tôi hơi yếu, Đặng Siêu đã đem tất cả áo ấm khoác lên người tôi. Nếu hôm nào tôi thấy buồn, không muốn nói chuyện, anh ấy sẽ nghĩ mọi cách để chọc cho tôi vui."
"Đặng Siêu là một người có tâm hồn rất đẹp, rất hài hước thú vị, rất có mị lực. Khuyết điểm ư? Tôi cho rằng Đặng Siêu gần như là một người hoàn hảo, anh ấy có tinh thần trách nhiệm, rất hiếu thuận. Cũng có thể vì "Trong mắt người đang yêu, đối phương cũng biến thành Tây Thi", tôi thấy Đặng Siêu không có khuyết điểm, chỉ có ưu điểm, haha, có phải khen ngợi hơi quá rồi không?"
- Về mặt tinh thần: Đặng Siêu tuyệt đối là nguồn vui của mọi người, vô cùng hài hước. "Khi Đặng Siêu không vui, anh ấy sẽ không nói cho tôi biết ngay. Nếu tôi không hỏi, anh ấy sẽ không nói, ngược hẳn với tôi, thường xuyên giận dỗi vô cớ."
Khi trả lời phỏng vấn của tạp chí MISS, Tôn Lệ cười nói: "Tôn Lệ yêu rồi ! Được ở bên Đặng Siêu là chuyện khiến tôi vui nhất, vui hơn tất cả những thành tích đạt được trong công việc. Bạn bè đều nói sau khi yêu anh ấy, tâm thái tôi bình hòa hơn, khai lãng hơn trước đây nhiều."
11. Phạm Băng Băng 
"Thực ra trước đây tôi chưa hợp tác với Đặng Siêu lần nào, vừa rồi quay "Nhân gian tình duyên", các cảnh quay của hai chúng tôi cũng không dài, nhưng tôi cảm thấy anh ấy là một người vô cùng chân thành, bất kể là khi đóng phim cũng vậy, hay bản thân con người thật trong cuộc sống cũng vậy, đều rất chân thật. Với một người bạn như thế, tôi vừa muốn được nói chuyện giao lưu, vừa muốn được hợp tác trong công việc. Tôi cảm thấy những gì nhận lại từ anh ấy đều là sự chân thành, tạo cho đối phương cảm giác rất dễ chịu. Hơn nữa, vì cũng là diễn viên, nên tôi hiểu rằng thể hiện được một tình yêu như trong "Mật Ngọt" quả thật là điều không hề dễ dàng, thậm chí vô cùng khó khăn, khi phải trải qua bao nhiêu cách trở mới đến được với nhau."
12. Đỗ Thuần
"Nếu xét trong số các diễn viên trẻ nội địa hiện nay, cả diễn xuất lẫn ngoại hình đều tốt, tôi thấy rằng có thể kể đến Đặng Siêu. Dựa vào diễn xuất của bản thân, mỗi một bộ phim đều hoàn thành xuất sắc. Với vai Bạch Dương trong "Hạnh phúc như hoa", tôi nghĩ trước mắt trong số các nam diễn viên nội địa dưới 35 tuổi không mấy ai có thể vượt qua được anh ấy."
13. Ân Đào 
"Trước khi hợp tác với Đặng Siêu trong "Hạnh phúc như hoa", tôi không biết anh ấy. Tôi chỉ biết đạo diễn phim chọn diễn viên rất kỹ, nhất là các diễn viên chính vì họ là nhân tố quyết định sự thành bại của bộ phim. Khi phim được bấm máy, tận mắt chứng kiến khả năng diễn xuất của Đặng Siêu, tôi mới hiểu tại sao đạo diễn tin tưởng giao vai chính cho anh ấy."
14. Thư Sướng 
Nhận định về diễn viên sẽ vào vai Vi Tiểu Bảo trong Tân Lộc đỉnh ký, Thư Sướng cho biết: "Tôi thấy Huỳnh Hiểu Minh và Đặng Siêu đều là những ứng cử viên tiềm năng cho vai Vi Tiểu Bảo. Cá nhân tôi sẽ rất mừng nếu được hợp tác với một trong hai người, họ đều là những diễn viên giỏi, hợp tác với họ tôi sẽ học hỏi được rất nhiều."
15. Trương Hàm Dư
"Hiệu lệnh tập kết" là bộ phim đầu tiên tôi hợp tác với Đặng Siêu. Cậu ấy rất cởi mở, thân thiện, diễn xuất tốt, trong quá trình làm phim không hề gây áp lực cho tôi mà ngược lại còn hỗ trợ tôi rất nhiều. Tôi mong được hợp tác nhiều hơn với Đặng Siêu trong tương lai."
16. Đồng Đại Vi
Trong một cuộc phỏng vấn với đài BTV2, khi được hỏi ai là diễn viên trẻ có thực lực nhất hiện nay, Đồng Đại Vi đã nêu hai cái tên Đặng Siêu và Lưu Diệp.
17. Hoắc Tư Yến
"Tôi đã từng được cộng tác với Huỳnh Hiểu Minh, Đặng Siêu, Nhậm Tuyền, có thể nói họ là đại diện cho thế hệ diễn viên trẻ ngày nay. Tôi học hỏi được rất nhiều điều từ họ. Đặng Siêu từ "Thiếu niên Thiên Tử", "Thiếu niên Khang Hy" rồi đến "Hạnh phúc như hoa" đã thể hiện bước tiến rõ rệt trong diễn xuất."
18. Trương Bác (vai Mạnh Vĩ trong "Ái tình gian nan")
" Trong phim Đặng Siêu và tôi là 2 anh em xung khắc với nhau, có rất nhiều điểm bất đồng, số phận cũng khác nhau. Đặng Siêu là một diễn viên giỏi, cả trong phim lẫn ngoài đời anh ấy đều rất quan tâm đến tôi. Với tôi, anh ấy như một người anh lớn vậy. Tôi rất ngưỡng mộ anh ấy".
19. Lý Tiểu Lộ
"Đã có rất nhiều diễn viên thể hiện hình ảnh Khang Hy hoàng đế trên màn ảnh nhỏ, nhưng cá nhân tôi ấn tượng nhất với Trần Đạo Minh trong "Vương triều Khang Hy" và Đặng Siêu trong "Thiếu niên Khang Hy"